# 格萊德克里克鎮區 (北卡羅萊納州亞利加尼縣)
格萊德克里克鎮區（英語：Glade Creek Township）是位於美國北卡羅萊納州亞利加尼縣的一個鎮區。

## 地方資料
格萊德克里克鎮區的面積為97.90平方千米，皆為陸地。根據2020年美國人口普查的數據，當地共有人口2001人，而人口密度為每平方千米20.44人。